# Rathaus (Fürstenberg (Oder))

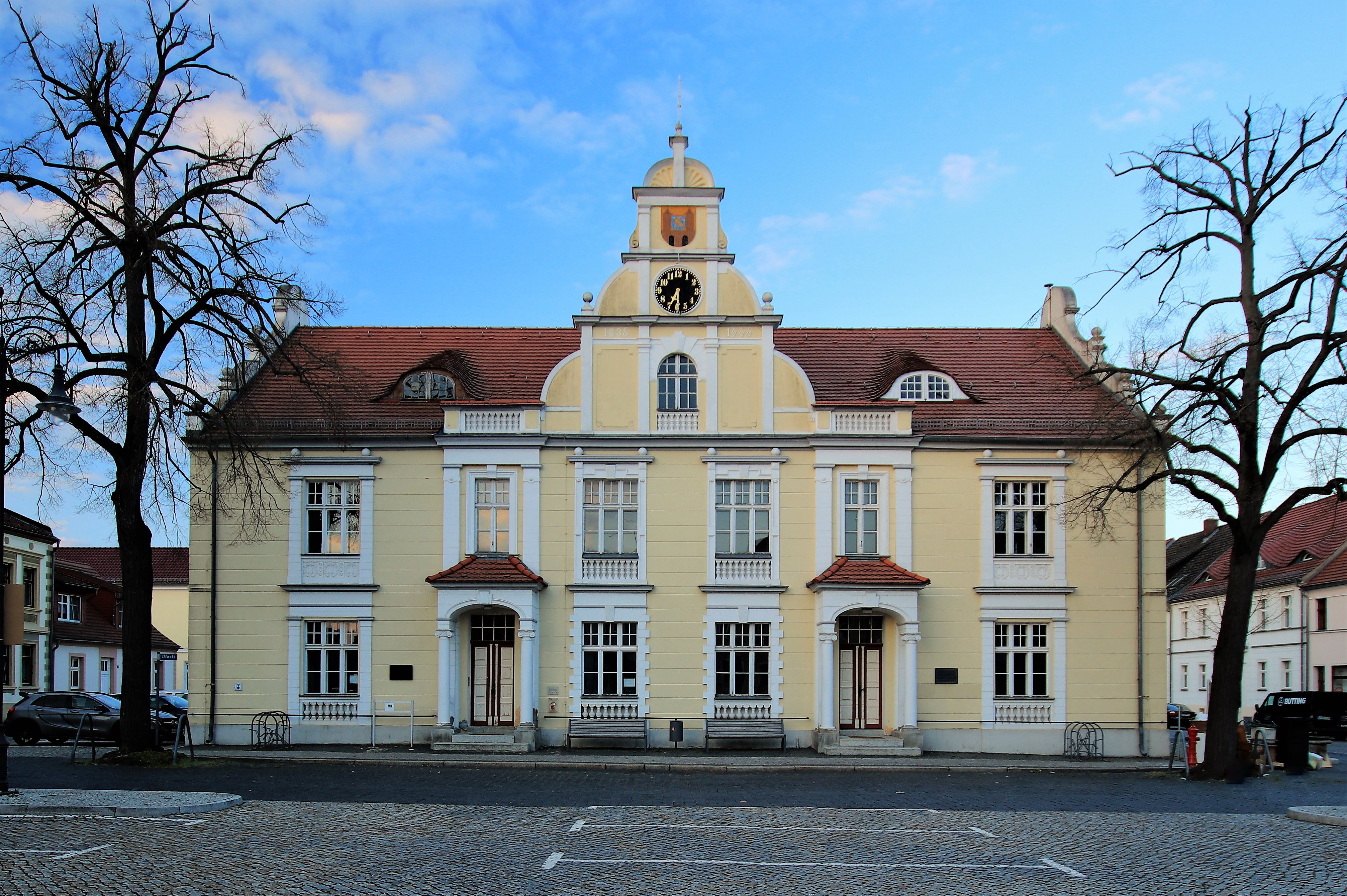
Früheres Rathaus Fürstenberg

Das Rathaus Fürstenberg war das Rathaus der deutschen Stadt Fürstenberg (Oder) bis zu ihrer Eingemeindung nach Eisenhüttenstadt im Jahr 1961. Heutzutage wird es überwiegend kommerziell genutzt.

## Lage und Architektur
Das Gebäude befindet sich im Kern der Fürstenberger Altstadt auf dem Marktplatz. Der ehemalige Sitz der Fürstenberger Verwaltung ist ein zweigeschossiger verputzter Massivbau, der um 1900 im Stil der Neorenaissance errichtet wurde. Rückseitig befindet sich die im gleichen Stil errichtete ehemalige Feuerwache.

## Geschichte
Zum ersten Mal erwähnt wurde das Rathaus um 1400. Das erste Mal brannte das Rathaus im Jahr 1571 nieder und vernichtete alle Urkunden der Stadt. Das Rathaus wurde bis zur Eingemeindung der Stadt Fürstenberg nach Eisenhüttenstadt im Jahr 1961 auch als solches benutzt. Heutzutage wird das Gebäude für Büro- und Geschäftsräume verwendet. Es befindet sich eine Kunstgalerie in der ehemaligen Feuerwache auf der Rückseite des Rathauses. 